# Стритч, Сэмюэль Альфонс
Сэмюэль Альфонс Стритч (англ. Samuel Alphonsius Stritch; 17 августа 1887, Нашвилл, США — 26 мая 1958, Рим, Италия) — американский кардинал. Епископ Толидо с 10 августа 1921 по 26 августа 1930. Архиепископ Милуоки с 26 августа 1930 по 27 декабря 1939. Архиепископ Чикаго с 27 декабря 1939 по 26 мая 1958. Про-префект Священной Конгрегации Пропаганды Веры с 1 марта по 26 мая 1958. Кардинал-священник с 18 февраля 1946, с титулом церкви Сант-Аньезе-фуори-ле-Мура с 22 февраля 1946. 